# Ancarano
Ancarano – miejscowość i gmina we Włoszech, w regionie Abruzja, w prowincji Teramo.
Według danych na rok 2004 gminę zamieszkiwało 1769 osób, 126,4 os./km².